# Belmonte de Gracián
Pour les articles homonymes, voir Belmonte et Gracián (homonymie).
Belmonte de Gracián est une commune d’Espagne, dans la province de Saragosse, communauté autonome d'Aragon comarque de Comunidad de Calatayud.

## Personnalités
Baltasar Gracián